# Rhipicephalus hurti
Rhipicephalus hurti är en fästingart som beskrevs av Wilson 1954. Rhipicephalus hurti ingår i släktet Rhipicephalus och familjen hårda fästingar. Inga underarter finns listade i Catalogue of Life.